# Rolex Trophy 2014
De Rolex Trophy is een vierdaags golftoernooi van de Europese Challenge Tour. In 2014 wordt het gespeeld van 20-23 augustus, zoals altijd op de Golf Club de Genève. Het prijzengeld is € 232.510 (ongeveer Sfr 280.000).
Alleen de professionals spelen de eerste ronde, de andere drie dagen spelen ze een Pro-Am, elke dag met andere amateurs. Er is een dagprijs voor het beste team.	

## Verslag
Hoewel Damian Ulrich niet in de top-40 stond, mocht hij toch aan dit toernooi meedoen. In 2013 eindigde hij op de 5de plaats. Nu is hij de hoogstgeplaatste Zwitser op de Challenge Tour Rankings (CTR). 

#### Ronde 1
Dit toernooi heeft zo weinig spelers dat iedereen van de eerste tee kon starten en er in flights van twee gespeeld werd. Damian Ulrich startte als eerste en dacht dat hij met een ronde van 67 (-5) misschien aan de leiding zou blijven, maar Lasse Jensen stond na zeven holes al op -6. Jensen maakte nog vijf birdies, hij eindigde op 61 (-11), gelijk aan het baanrecord, en bleef aan de leiding. An Byeong-hun begon en eindigde met vijf birdies, maar daartussen had hij wat problemen. Met -9 werd hij 2de. Andrew Johnston, nummer 2 op de CTR dankzij twee overwinningen eerder in 2014, maakte net als Jensen zeven birdies in de eerste negen holes, maar had daarna pech, zodat hij afzakte naar de 5de plaats. 

De scores waren laag. Er waren maar zes spelers die niet onder par scoorden. Hole 9 en 17 zijn de enige twee holes die gemiddeld boven par gespeeld werden.

### Ronde 2
Fransman Benjamin Hebert maakte met 65 de beste dagronde, maar rookie Callum Shinkwin had een ronde van 66 en steeg daarmee naar de 3de plaats die hij deelde met de Zwitser Damian Ulrich.
- Scores

| Naam                 | CTR | OWGR | Score R1 | Score R1 | Nr  | Score R2 | Score R2 | Totaal | Nr | Score R3 | Score R3 | Totaal | Nr  | Score R4 | Score R4 | Totaal | Nr  |
| -------------------- | --- | ---- | -------- | -------- | --- | -------- | -------- | ------ | -- | -------- | -------- | ------ | --- | -------- | -------- | ------ | --- |
| Lasse Jensen         | 23  | 557  | 61       | -11      | 1   | 70       | -2       | -13    | 1  | 67       | -5       | -18    | 1   | 74       | +2       | -16    | T3  |
| Benjamin Hebert      | 11  | 421  | 67       | -5       | T6  | 68       | -4       | -9     | T4 | 65       | -7       | -16    | 2   | 71       | -1       | -17    | 2   |
| An Byeong-hun        | 7   | 269  | 63       | -9       | 2   | 69       | -3       | -12    | 2  | 73       | +1       | -11    | T5  | 64       | -8       | -19    | 1   |
| Callum Shinkwin      | 30  |      | 69       | -3       | T17 | 69       | -3       | -6     | T8 | 66       | -6       | -12    | T3  | 68       | -4       | -16    | T3  |
| Michaël Lorenzo-Vera | 8   | 429  | 64       | -8       | 3   | 70       | -2       | -10    | 3  | 71       | -1       | -11    | T5  | 70       | -2       | -13    | T6  |
| Sam Hutsby           | 15  | 390  | 65       | -7       | 4   | 71       | -1       | -8     | 6  | 71       | -1       | -9     | T9  | 67       | -5       | -14    | 5   |
| Andrew Johnston      | 2   | 151  | 66       | -6       | 5   | 69       | -3       | -9     | T4 | 71       | -1       | -10    | T9  | 72       | par      | -10    | 17  |
| Damian Ulrich        | 105 | 867  | 67       | -5       | T6  | 68       | -4       | -9     | T4 | 69       | -3       | -12    | T3  | 74       | +2       | -10    | T13 |
| Pierre Relecom       | 31  | 518  | 69       | -3       | T17 | 68       | -4       | -7     | 7  | 73       | +1       | -6     | T22 | 72       | par      | -6     | T23 |

| Leider |  | Toernooirecord |  | CTR = Challenge Tour Ranking |  | OWGR |  | MC = missed cut = cut gemist |

## Spelers
De deelnemers zijn alleen de beste 40 spelers van de Challenge Tour. Dit zijn, op rangorde:
| - Andrew Johnston - Jordi García Pinto - Jake Roos - Oliver Farr - Michaël Lorenzo-Vera - Scott Henry - An Byeong-hun - Antonio Hortal - Florian Fritsch - Edouard Espana | - Thomas Linard - Sam Hutsby - Connor Arendell - Daniel Gaunt - Steven Brown - Andrew Marshall - Lasse Jensen - Jason Barnes - Dave Coupland - Pedro Oriol | - Terry Pilkadaris - Alessandro Tadini - Pierre Relecom - William Harrold - Björn Åkesson - Andrew McArthur - Jeppe Huldahl - Carlos Aguilar - Niccolo Quintarelli - Filippo Bergamaschi | - Cyril Bouniol - Jérôme Lando-Casanova - Adrien Bernadet - Callum Shinkwin - Lorenzo Gagli - Matteo Delpodio - Jens Fahrbring - Jason Palmer - Robert Coles | Toegevoegd - Benjamin Hebert - Mark Tullo - Pontus Widegren - Damian Ulrich Invitatie - Matthew Fitzpatrick |

1990 ·
1991 ·
1992 ·
1993 ·
1994 ·
1995 ·
1996 ·
1997 ·
1998 ·
1999 ·
2000 ·
2001 ·
2002 ·
2003 ·
2004 ·
2005 ·
2006 ·
2007 ·
2008 ·
2009 ·
2010 ·
2011 ·
2012 ·
2013 ·
2014